# Stenus argus
Stenus argus es una especie de escarabajo del género Stenus, familia Staphylinidae. Fue descrita científicamente por J.L.C. Gravenhorst en 1806.
Especie nativa del paleártico. Está ampliamente distribuida por Europa, también se encuentra en América del Norte. Frecuenta los lugares pantanosos.